# Saessolsheim
Saessolsheim é uma comuna francesa na região administrativa de Grande Leste, no departamento Baixo Reno. Estende-se por uma área de 6,51 km². Em 2010 a comuna tinha 581 habitantes (densidade: 89,2 hab./km²).